# The Coon
The Coon is de tweede aflevering van het dertiende seizoen van South Park. Net als zijn voorganger The Ring verscheen ook deze aflevering in hd-kwaliteit en een 16:9-ratio.

## Verhaal
Cartman wordt een eenzame vigilante genaamd "The Coon," die de toenemende criminaliteit in South Park wil tegengaan. Ondanks Cartmans pogingen om "The Coon" onder de aandacht te brengen van de inwoners van South Park lijkt niemand onder de indruk van de "Coon's" prestaties. Wanneer hij naar binnen klimt bij het politiebureau om verslag te doen van zijn ervaringen wordt hij weggejaagd en bedreigd met opsluiting. Op school zegt Cartman dat "The Coon" die nacht op het dak van de Walgreens zal verschijnen en nodigt iedereen uit om samen met hem The Coon te komen filmen. Als "Coon" aangekomen op het dak vindt Cartman niemand behalve een andere superheld met de naam Mysterion.